# Minerva Montero
Minerva Montero Pérez (ur. 26 lipca 1976) – hiszpańska zapaśniczka walcząca w stylu wolnym. Brązowa medalistka mistrzostw świata w 2006. Szósta na mistrzostwach Europy w 2001. Srebrna medalistka igrzysk śródziemnomorskich w 2001 i 2005. Mistrzyni Europy w graplingu w 2015 roku.